# آنتونیو پاسکال
آنتونیو پاسکال (انگلیسی: Antonio Pascale؛ زادهٔ ۸ ژوئیهٔ ۱۹۷۷) بازیکن فوتبال است.